# Kaissa
Em 1967 aconteceu a primeira disputa internacional de xadrez entre computadores especializados no jogo. O match telegráfico de quatro partidas foi vencido por Kaissa (URSS: Каисса) , que derrotou um oponente norte-americano pelo placar de 3 a 1[nota 1]. A disputa teve grande repercussão na imprensa mundial. O nome Kaissa foi uma homenagem à musa do xadrez. A programação, desenvolvida no Instituto de Controle Científico, foi uma criação conjunta dos matemáticos: G. Adelson - Velski, V. Arlazarov, A. Bitman, M. Donskoi e A. Uskov. Kaissa podia calcular cerca de 200 posições por segundo em um computador inglês ICL 4/70. O ex-campeão mundial Mikhail Botvinnik participou da equipe de programação.

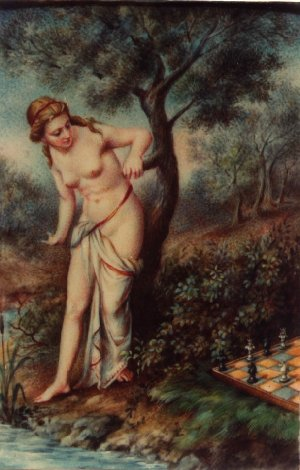
Representação de Caissa, a musa do Xadrez.

## Campeonatos mundiais
Em 1974, em Estocolmo, Kaissa venceu o primeiro campeonato mundial de computadores enfrentando, os também favoritos, Chess e Chaos dos EUA. O torneio se deu pelo sistema suíço com a participação de 13 programas de oito países, sendo eles: quatro dos EUA, três da Inglaterra, um da Áustria, um do Canadá, um da Hungria, um da Noruega, um da extinta União Soviética e um da Suiça. No campeonato de 1977, vencido por Chess 4, Kaissa dividiu a segunda colocação. Em sua última participação, em 1980, dividiu a quarta posição, enquanto Belle foi a vencedora.